# Георг Кляйне
Георг Кляйне (нім. Georg Kleine; 13 грудня 1881, Кассель — 15 липня 1944, Кіль) — німецький офіцер, контрадмірал крігсмаріне.

## Біографія
7 квітня 1900 року вступив в кайзерліхмаріне. Учасник Першої світової війни, артилерійський офіцер на лінкорах. Після демобілізації армії залишений в рейхсмаріне. 30 вересня 1930 року вийшов у відставку.
24 травня 1939 року переданий в розпорядження крігсмаріне. З 7 квітня 1941 року — комендант каналу імператора Вільгельма, з 30 жовтня 1941 року — острова Рюген. 27 липня 1943 року переданий в розпорядження головнокомандувача флотом на Балтійському морі, 31 серпня звільнений у відставку.

## Звання
- Морський кадет (7 квітня 1900)
- Фенріх-цур-зее (19 квітня 1901)
- Лейтенант-цур-зее (27 вересня 1903)
- Оберлейтенант-цур-зее (21 березня 1905)
- Капітан-лейтенант (16 жовтня 1909)
- Корветтен-капітан (17 березня 1918)
- Фрегаттен-капітан (1 січня 1924)
- Капітан-цур-зее (1 жовтня 1926)
- Контрадмірал запасу (30 вересня 1930)
- Контрадмірал до розпорядження (1 липня 1943)

## Нагороди
- Золота медаль «Ліякат» (Османська імперія)
- Коронаційна медаль Короля Гокона VII (Норвегія; 23 серпня 1906)
- Медаль «За кампанію в Південно-Західній Африці» в сталі (1907)
- Орден Червоного орла 4-го класу (29 серпня 1910)
- Залізний хрест
  - 2-го класу (7 січня 1916)
  - 1-го класу (4 грудня 1917)
- Військовий Хрест Фрідріха-Августа (Ольденбург)
  - 2-го класу (10 квітня 1916)
  - 1-го класу (22 березня 1918)
- Хрест «За вислугу років» (Пруссія) (25 років)
- Почесний хрест ветерана війни з мечами
- Хрест Воєнних заслуг
  - 2-го класу з мечами
  - 1-го класу з мечами (31 серпня 1943)